# Maria von Heland
Maria von Heland, född 1965 i Stockholm, är en svensk journalist, regissör, filmproducent och manusförfattare bosatt i Tyskland.
von Heland studerade film på California Institute of the Arts i Kalifornien. Hon regidebuterade 1997 med kortfilmen Chainsmoker, vilken följdes av kortfilmen Den som äter palsternackor 1998 och de tyska långfilmerna Recycled 1999 Big Girls Don't Cry 2002. 2004 regisserade hon TV-serien Orka! Orka! och 2006 långfilmen Sök och miniserien Den som viskar. Hon har därefter varit verksam i Tyskland där hon regisserat TV-filmerna Frühstück mit einer Unbekannten 2007, Die Sterntaler 2011 och Der Teufel mit den drei goldenen Haaren 2013, Göttliche Funken 2014, Eltern und Andere Wahrheiten 2017, Solo für Weiss – für immer Schweigen 2018, Jung Blond Tod 2018,  So Einfach Stirbt Man Nicht 2019, Solo für Weiss – Schlaflos 2019. Hon har skapat TV-serien Heirs of the Night (Nattens Arvingar) i 26 delar tillsammans med Diederik Van Rooijen. Under åren 2008-2018 var von Heland verksam för Europeiska Filmakademin som Kreativ Ledare och författare för European Filmawards. 

## Filmografi
Regi
- 1997 – Chainsmoker
- 1998 – Den som äter palsternackor
- 1999 – Recycled
- 2002 – Big Girls Don't Cry
- 2004 – Orka! Orka! (TV-serie)
- 2006 – Den som viskar (TV-serie)
- 2006 – Sök
- 2007 – Frühstück mit einer Unbekannten
- 2011 – Die Sterntalet
- 2013 – Der Teufel mit den drei goldenen Haaren
- 2014 - Göttliche Funken
- 2017 - Eltern und Andere Wahrheiten[3]
- 2018 - Jung. Blond. Tot.[4]
- 2019 - Solo für Weiss - für immer schweigen
- 2019 - So Einfach Stirbt Man Nicht[5]
- 2020 - Solo für Weiss - Schlaflos

Manus
- 1997 – Chainsmoker
- 1998 – Den som äter palsternackor
- 1999 – Recycled
- 2000 – England!
- 2002 – Big Girls Don't Cry
- 2006 – Den som viskar (TV-serie)
- 2006 – Sök
- 2008 – The Rainbowmaker
- 2009 – Hilde
- 2014 – Hector and the Search for Happiness
- 2014 - Göttliche Funken (med Sathyan Ramesh)
- 2017 - Eltern und andere Wahrheiten (med Katja Kittendorf)
- 2019 - So einfach stirbt man nicht
- 2020 -  Heirs of the Night[6] (med Diederik Van Rooijen)

Producent
- 1998 – Den som äter palsternackor
- 2006 – Sök